# Rio Laranjal
O rio Laranjal é um curso de água que banha o estado do Paraná. 